# Château d'Yquem

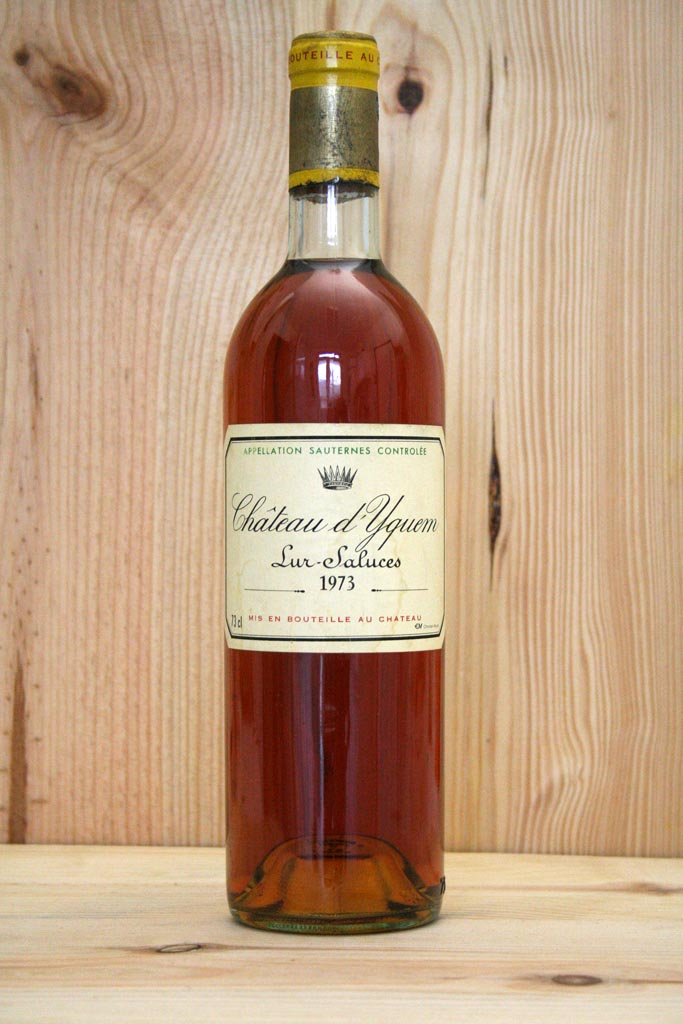
Château d'Yquem del 1973

Château d'Yquem è un vino Sauternes, "Premier Cru Supérieur", prodotto nella regione di Sauternes, che si trova nella parte meridionale di Bordeaux.

## Storia
Nella classificazione ufficiale dei vini di Bordeaux del 1855, Château d'Yquem è stato l'unico Sauternes ad avere questa qualifica. Proprio per questo motivo la sua superiorità è percepita anche dai prezzi elevati rispetto a tutti gli altri vini di questo tipo (una bottiglia può anche superare i 5000 €). I vini di Château d'Yquem sono caratterizzati dalla loro complessità, il contenuto e la dolcezza. Una relativamente elevata acidità contribuisce a equilibrare la dolcezza. Un'altra caratteristica per la quale il vino di Château d'Yquem è noto, si riscontra nella sua longevità. Infatti, una bottiglia comincia a mostrare le sue qualità solamente dopo un anno o due d'invecchiamento in cantina, e con cura, si conserva per un secolo o più, aggiungendo progressivamente sfumature fruttate. In termini di posizionamento di prezzo, una bottiglia può andare da alcune centinaia di euro per le più "giovani" a svariate decine di migliaia di euro per le più "mature".
Dal 1959, Château d'Yquem produce anche un vino bianco secco chiamato Ygrec (indicato con la lettera "Y"), composto da un'uguale percentuale di Sémillon e Sauvignon. Questo vino non è prodotto ogni anno, ma solo nelle annate in cui la qualità delle uve non permetterebbe di raggiungere la consueta eccellenza qualitativa, questa scelta può interessare una parte o la totalità della vendemmia. Dal '59 questo vino è stato prodotto solo in 23 annate mentre dal 1900 lo Château d'Yquem non è stato prodotto in 10 annate (ultima annata non prodotta: 2012).

## Nella cultura di massa
- In Alla ricerca del tempo perduto di Marcel Proust (ed. Oscar Mondadori, trad. Giovanni Raboni), nel terzo libro (La parte di Guermantes, pag. 616) Marcel, durante un ricevimento dalla Duchessa di Guermantes, lo beve: "[...] intanto, sorseggiando dell'Yquem, proveniente dalle cantine dei Guermantes, assaporavo qualche 'ortolano' cucinato secondo una delle numerose ricette elaborate e prudentemente modificate dal duca".
- nel romanzo di Umberto Eco, Il cimitero di Praga, il capitano Simonini, ormai avviato alla "soluzione finale" festeggia presso il ristorante Brébant-Vachette con la Salade Francilion di cui viene fornita la ricetta. tra gli ingredienti si cita appunto "un mezzo bicchiere di vino bianco, Chateau d'Yquem se possibile".
- Château d'Yquem è uno dei vini citati nel ricettario gastronomico di Julia Child Mastering the Art of French Cooking, come accompagnamento enogastronomico del soufflé al liquore.
- Château d'Yquem è uno dei preferiti di Hannibal Lecter nel romanzo Hannibal.
- Château d'Yquem si dice sia stato il vino preferito di Denys Finch Hatton (1887-1931), cacciatore in Kenya, aviatore, Bon Vivant, e amante della scrittrice Isak Dinesen (Karen Blixen) dai cui libri è stato tratto il film La mia Africa.
- Humphrey Bogart cita Château d'Yquem nel film Non siamo angeli del 1955.
- In Ocean's Thirteen, Matt Damon racconta una barzelletta con una bottiglia di Château d'Yquem del 1973.
- In La stazione di Varmo, di Sergio Maldini, l'amico Gregotti offre una bottiglia di Château d'Yquem con foie gras.
- In Red 2, Marvin Boggs interpretato da John Malkovich, cita lo Château d'Yquem dell'annata del 1847 come il vino più costoso al mondo.
- Anche Ellery Queen, noto detective nato dalla fantasia di Dannay e Lee, cita spesso lo Chateau d'Yquem come vino preferito da lui e dalla storica fidanzata Nikki Porter.